# Рейдовый речной тральщик

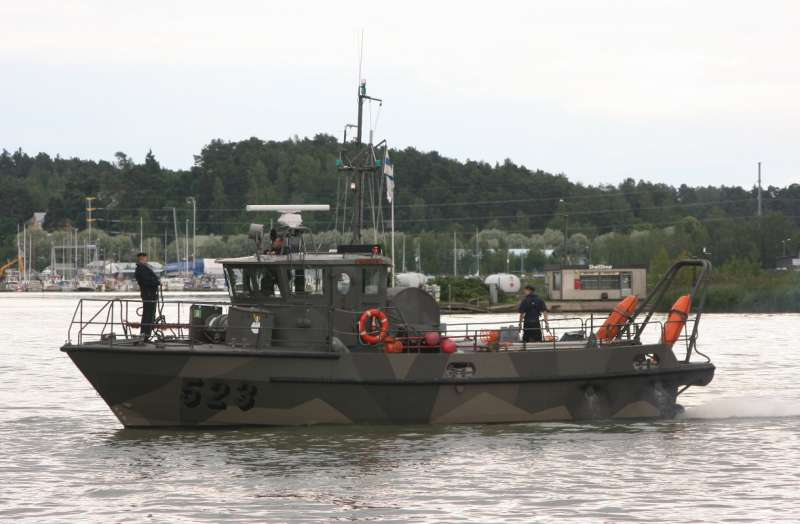
Финский речной тральщик типа «Кииски» (Kiiski)

Ре́йдовый речно́й тра́льщик — тип малого боевого корабля (катера) предназначенного для расчистки подходов к портам, рейдам, в гаванях и реках методом траления.

## Назначение
Корабль предназначается для поиска и уничтожения мин, независимо от принципа действия их взрывателей в гавани, на рейде, на прибрежных фарватерах, на внутренних водных путях (реках, озёрах, водохранилищах), то есть в мелководных районах. Рейдовые тральщики имеют практически весь набор тралов, оснащены гидролокационной и телевизионной аппаратурой для обнаружения и классификации мин. Обычно имеет малое водоизмещение (до 100 тонн) и небольшой экипаж (10 человек при одном офицере).